# Oban (whisky)
Oban – destylarnia whisky w miejscowości Oban w hrabstwie Argyll. Znajduje się na zachodnim wybrzeżu Szkocji. Przez lata miasto rozrosło się znacznie wokół gorzelni. Zakład posiada tylko dwa destylatory i jest jednym z najmniejszych w Szkocji. Obecnie jego właścicielem jest koncern Diageo.

## Historia
Destylarnia zbudowana została w 1794 przez braci Johna i Hugh Stevensonów, którzy prowadzili zakład do 1866, kiedy to sprzedali go Peterowi Curnstiemu. W 1883 destylarnia ta została nabyta przez Waltera Higgina i przebudowana. Osiemnaście lat później Alexander Edward, który był już właścicielem gorzelni Aultmore, odkupił ją od Higgina. W 1923 Oban został sprzedany firmie Dewars i wchłonięty przez Distillers Company Limited dwa lata później. Produkcję zawieszono w latach 1931–1937 i ponownie w 1969-72, kiedy to budowano nowe pomieszczenia dla destylatorów. W 1989 dobudowano do niego centrum dla turystów.

## Butelkowanie
Gorzelnia Oban znana jest głównie z 14-letniej ekspresji, wprowadzonej jako część serii Diageo 'Classic Malts Selection' wypuszczonej w 1988. Dostępne również jako 'Distiller's Edition' leżakujących w beczkach po sherry Montilla Fino.